# カルロス・ゴンザレス (1972年生のボクサー)
カルロス・ゴンサレス（Carlos González、1972年6月15日 - ）は、メキシコのプロボクサー。元WBO世界スーパーライト級王者。メキシコシティ出身。強打を武器にした選手。

## 来歴
1988年7月1日、プロデビューを果たし初回KO勝ちで白星でデビューを飾った。
1989年11月25日、ファン・ロペスと対戦し3回TKO勝ち。
1990年9月30日、オスカー・ロペスと対戦し10回判定勝ち。
1991年12月20日、ギレルモ・クルスと対戦し初回TKO勝ち。
1992年6月29日、ヘクター・カマチョの返上で空位になったWBO世界スーパーライト級王座決定戦で元IBF世界ライト級王者ジミー・ポールと対戦し2回2分56秒TKO勝ちで王座獲得に成功した。
1992年11月9日、ロレンソ・スミスと対戦し6回TKO勝ちで初防衛に成功した。
1992年12月14日、ラファエル・オルティスと対戦し初回1分33秒TKO勝ちで2度目の防衛に成功した。
1993年3月22日、トニー・バルタザーと対戦し初回2分22秒TKO勝ちで3度目の防衛に成功した。
1993年6月7日、ザック・パディラとトーマス&マック・センターで対戦し初黒星となる12回0-3(111-117、114-115、112-117)の判定負けで4度目の防衛に失敗し王座から陥落した。
1996年6月20日、WBO世界スーパーライト級王者ジョバンニ・パリージと対戦し12回1-1(112-114、114-112、114-114)の判定で引き分けに終わり王座獲得に失敗した。
1998年5月29日、WBO世界スーパーライト級王者ジョバンニ・パリージと対戦し9回TKO勝ちで5年ぶりに王座に返り咲くことに成功した。
1999年5月15日、マイアミのジャイ・アライ・フロントでランドール・ベイリーと対戦。強打でペースを掴んだかに見えたが強打でグロッキーにしたが直後に左フックをもらってダウンを喫しスーパーライト級世界戦最速KOとなる初回41秒KO負けで初防衛に失敗し王座から陥落した。
2003年11月1日、アランディーノ・アラニスとWBOラテンアメリカウェルター級王座決定戦を行い3回終了時棄権で王座獲得に成功した。
2005年5月13日、フェリクス・フローレスとWBOラテンアメリカウェルター級王座決定戦を行ったが8回2分50秒TKO負けを喫した試合を最後に現役を引退した。

## 獲得タイトル
- 第4代WBO世界スーパーライト級王座（防衛3）
- 第8代WBO世界スーパーライト級王座（防衛0）
- WBOラテンアメリカウェルター級王座
- FECARBOXウェルター級王座